# Hobart
Hobart (antes Hobartown) es la capital y ciudad más poblada del estado insular de Tasmania, Australia. Fundada en 1803 como una colonia penal, Hobart es la segunda capital más antigua de Australia tras Sídney. En el año 2008 la ciudad tenía una población de 219.287 habitantes. Se encuentra en la desembocadura del río Derwent, al pie del monte Wellington con una altura de 1270 m s. n. m.
La ciudad es el centro financiero y administrativo de Tasmania y sirve como puerto de llegada para las operaciones australianas y de la Antártida.

## Historia
Tras Sídney, Hobart es la ciudad más antigua de Australia. Fue fundada en 1804 por el coronel David Collins con 300 prisioneros, unos cuantos marinos y unos 30 colonos libres. Durante muchos años la población estaba formada por convictos y capataces, además de balleneros y cazadores de focas.
Ya al principio del siglo XX estaba dotada de tranvías eléctricos que unieron la estación de ferrocarril central con los entonces suburbios de New Town, Queensborough, Wellington, Glenorchy, Risdon y Bellerive.

## Geografía

### Topografía
Geológicamente Hobart está construido principalmente en Dolerita del Jurásico alrededor de las estribaciones intercalados con áreas más pequeñas de sedimento del Pérmico y Triásico Lutolita. Gran parte de la línea de costa de la CDB Hobart está construido sobre terrenos ganados al mar, como la Sullivans Cove y Salamanca áreas, realizado durante el condenado era de Tasmania.
Hobart se extiende a ambos lados del río Derwent, en la orilla occidental del valle de Derwent en el Norte a través de las áreas más planas de Glenorchy que se basa en los sedimentos del Triásico y mayores en las zonas montañosas de la Ciudad Nueva, Lenah Valle tanto en reposo en el más joven del Jurásico dolerita depósitos, antes de estirar en las zonas más bajas, como las playas de Sandy Bay, en el Sur, en el estuario de Derwent. La costa oriental también se extiende desde la zona del valle de Derwent, en dirección sur bordeando la Rangos Meehan en el este antes en expansión en tierras planas como en los suburbios de Bellerive. Estas áreas más planas de descanso en la costa oriental mucho más joven de los depósitos del Cuaternario. Desde allí, la ciudad se extiende en dirección este a través de las gamas de Meehan en las zonas montañosas de espejo y Oakdowns, antes de llegar a la zona de llanura de marea de Lauderdale
Hobart tiene acceso a una serie de zonas de playa incluidas las de la Ría de Derwent sí mismo; Sandy Bay, Nutgrove, Kingston, Bellerive y Playas Howrah, así como muchos más en Frederick Henry Bay, tales como; Seven Mile, Cremorne, Clifton y Caprino.

Panorama de Hobart

### Clima
Hobart tiene un suave clima oceánico templado (Köppen Cfb). La temperatura más alta registrada fue de 40,8 °C, el 4 de enero de 1976 y el menor fue de -2.8 °C el 25 de junio de 1972. En comparación con otras grandes ciudades de Australia, Hobart tiene la segunda menor cantidad de horas diarias promedio de sol, con 5,9 horas por día. (Melbourne tiene el menor). Sin embargo, durante el verano tiene más horas de luz del sol de cualquier ciudad con un máximo de 15,2 horas en el solsticio de verano. Aunque Hobart rara vez recibe nieve durante el invierno, el adyacente Monte Wellington se ve a menudo con un ventisquero. Se ha sabido que se produce nieve en las montañas durante las otras estaciones. Durante el siglo XX la ciudad en sí rara vez ha recibido precipitaciones de nieve a nivel del mar, éstas se producen en promedio una vez cada quince años, sin embargo, los suburbios exteriores se extiende más en el Monte Wellington reciben nieve debido a masas de aire frío procedentes de la Antártida, junto con ellos descansando a mayor altura. Estos vientos cargados de nieve a menudo llevan a través de Tasmania y Victoria a las Montañas Nevadas al sur de Nueva Gales del Sur y norte de Victoria.
| Parámetros climáticos promedio de Hobart, Tasmania (1881-2013) | Parámetros climáticos promedio de Hobart, Tasmania (1881-2013) | Parámetros climáticos promedio de Hobart, Tasmania (1881-2013) | Parámetros climáticos promedio de Hobart, Tasmania (1881-2013) | Parámetros climáticos promedio de Hobart, Tasmania (1881-2013) | Parámetros climáticos promedio de Hobart, Tasmania (1881-2013) | Parámetros climáticos promedio de Hobart, Tasmania (1881-2013) | Parámetros climáticos promedio de Hobart, Tasmania (1881-2013) | Parámetros climáticos promedio de Hobart, Tasmania (1881-2013) | Parámetros climáticos promedio de Hobart, Tasmania (1881-2013) | Parámetros climáticos promedio de Hobart, Tasmania (1881-2013) | Parámetros climáticos promedio de Hobart, Tasmania (1881-2013) | Parámetros climáticos promedio de Hobart, Tasmania (1881-2013) | Parámetros climáticos promedio de Hobart, Tasmania (1881-2013) |
| Mes                                                            | Ene.                                                           | Feb.                                                           | Mar.                                                           | Abr.                                                           | May.                                                           | Jun.                                                           | Jul.                                                           | Ago.                                                           | Sep.                                                           | Oct.                                                           | Nov.                                                           | Dic.                                                           | Anual                                                          |
| -------------------------------------------------------------- | -------------------------------------------------------------- | -------------------------------------------------------------- | -------------------------------------------------------------- | -------------------------------------------------------------- | -------------------------------------------------------------- | -------------------------------------------------------------- | -------------------------------------------------------------- | -------------------------------------------------------------- | -------------------------------------------------------------- | -------------------------------------------------------------- | -------------------------------------------------------------- | -------------------------------------------------------------- | -------------------------------------------------------------- |
| Temp. máx. abs. (°C)                                           | 41.8                                                           | 40.1                                                           | 37.3                                                           | 30.6                                                           | 25.7                                                           | 20.6                                                           | 22.1                                                           | 24.5                                                           | 31.0                                                           | 34.6                                                           | 36.8                                                           | 40.6                                                           | 41.8                                                           |
| Temp. máx. media (°C)                                          | 21.7                                                           | 21.7                                                           | 20.1                                                           | 17.3                                                           | 14.4                                                           | 12.0                                                           | 11.7                                                           | 13.1                                                           | 15.1                                                           | 17.0                                                           | 18.7                                                           | 20.3                                                           | 16.9                                                           |
| Temp. media (°C)                                               | 16.8                                                           | 16.8                                                           | 15.5                                                           | 13.1                                                           | 10.7                                                           | 8.6                                                            | 8.2                                                            | 9.1                                                            | 10.8                                                           | 12.4                                                           | 14.0                                                           | 15.6                                                           | 12.6                                                           |
| Temp. mín. media (°C)                                          | 11.9                                                           | 12.0                                                           | 10.9                                                           | 9.0                                                            | 7.0                                                            | 5.2                                                            | 4.6                                                            | 5.2                                                            | 6.4                                                            | 7.8                                                            | 9.3                                                            | 10.8                                                           | 8.3                                                            |
| Temp. mín. abs. (°C)                                           | 3.3                                                            | 3.4                                                            | 1.8                                                            | 0.7                                                            | −1.6                                                           | −2.8                                                           | −2.8                                                           | −1.8                                                           | −0.8                                                           | 0                                                              | 0.3                                                            | 3.3                                                            | −2.8                                                           |
| Precipitación total (mm)                                       | 47.3                                                           | 40.1                                                           | 45.0                                                           | 51.4                                                           | 46.5                                                           | 54.1                                                           | 51.8                                                           | 53.6                                                           | 53.5                                                           | 61.4                                                           | 54.1                                                           | 56.4                                                           | 615.2                                                          |
| Días de lluvias (≥ 1 mm)                                       | 10.9                                                           | 9.4                                                            | 11.3                                                           | 12.3                                                           | 13.6                                                           | 14.5                                                           | 15.4                                                           | 15.5                                                           | 15.3                                                           | 16.3                                                           | 14.1                                                           | 12.8                                                           | 161.4                                                          |
| Horas de sol                                                   | 248                                                            | 206.2                                                          | 198.4                                                          | 159                                                            | 130.2                                                          | 117                                                            | 136.4                                                          | 155                                                            | 177                                                            | 201.5                                                          | 207                                                            | 229.4                                                          | 2165.1                                                         |
| Humedad relativa (%)                                           | 54                                                             | 55                                                             | 56                                                             | 59                                                             | 63                                                             | 67                                                             | 65                                                             | 60                                                             | 56                                                             | 56                                                             | 56                                                             | 56                                                             | 58                                                             |
| Fuente: Bureau of Meteorology                                  |                                                                |                                                                |                                                                |                                                                |                                                                |                                                                |                                                                |                                                                |                                                                |                                                                |                                                                |                                                                |                                                                |

## Demografía
Durante el censo de 2006 había 217.525 personas en el área metropolitana de Hobart como de la población del censo de 2008 Hobart mayor es 219.287 y la ciudad de Hobart área de gobierno local tiene una población de 47.700. Según el censo de 2006, aproximadamente el 12,0% de los residentes mayores de Hobart nació en el extranjero, generalmente en el Reino Unido, Nueva Zelanda, Alemania y Países Bajos. También se ha empezado a formar en la ciudad una floreciente comunidad de Corea y otra de Somalia.
La mayoría de las ocupaciones comunes son profesionales 21,6%, empleados administrativos y de Administración del 16,1%, técnicos y trabajadores de oficios 13,8%, Gerentes 11,5% y de la Comunidad y servicio personal de los trabajadores del 10,6%. El ingreso medio semanal fue de $ 869, comparado con $ 1.027 a nivel nacional.
En el censo de 2006, el 63,8% de los residentes se especifica una religión cristiana. Principales afiliaciones religiosas son la anglicana 29,8%, católicos 21,1%, 4,2% de la Iglesia Unida y Presbiteriana y Reformada del 2,0%. Además, el 21,6% se especifica "ninguna religión" y el 12,0% no respondió.
Hay también una sinagoga en Hobart para su población judía.
Hobart también tiene pequeñas comunidades de hindúes, musulmanes, mormones y bahá'í. Hay un Centro de Aprendizaje bahá'í en la ciudad.

## Características distintivas
El Real Jardín Botánico de Tasmania es un área de recreación popular a una corta distancia del centro de la ciudad. Es la segunda más antigua de Jardines Botánicos de Australia y cuenta con extensas colecciones de plantas importantes, así como el patrimonio construido.
Mount Wellington, accesible pasando por Tree Fern, es la característica dominante del horizonte de Hobart, de hecho muchas descripciones de Hobart han utilizado la frase "situado en medio de las colinas", de manera ondulante es el paisaje geográfico. En 1.271 metros, la montaña tiene sus propios ecosistemas, es rico en biodiversidad y desempeña un papel importante en la determinación de las condiciones meteorológicas locales.
El puente de Tasmania es también una característica de importancia única de la ciudad, que conecta las dos orillas de Hobart y visible desde muchos lugares.
La Sinagoga de Hobart es la sinagoga más antigua de Australia y un ejemplo raro de sobrevivir una sinagoga estilo egipcio.

## Cultura

### Arte y entretenimiento

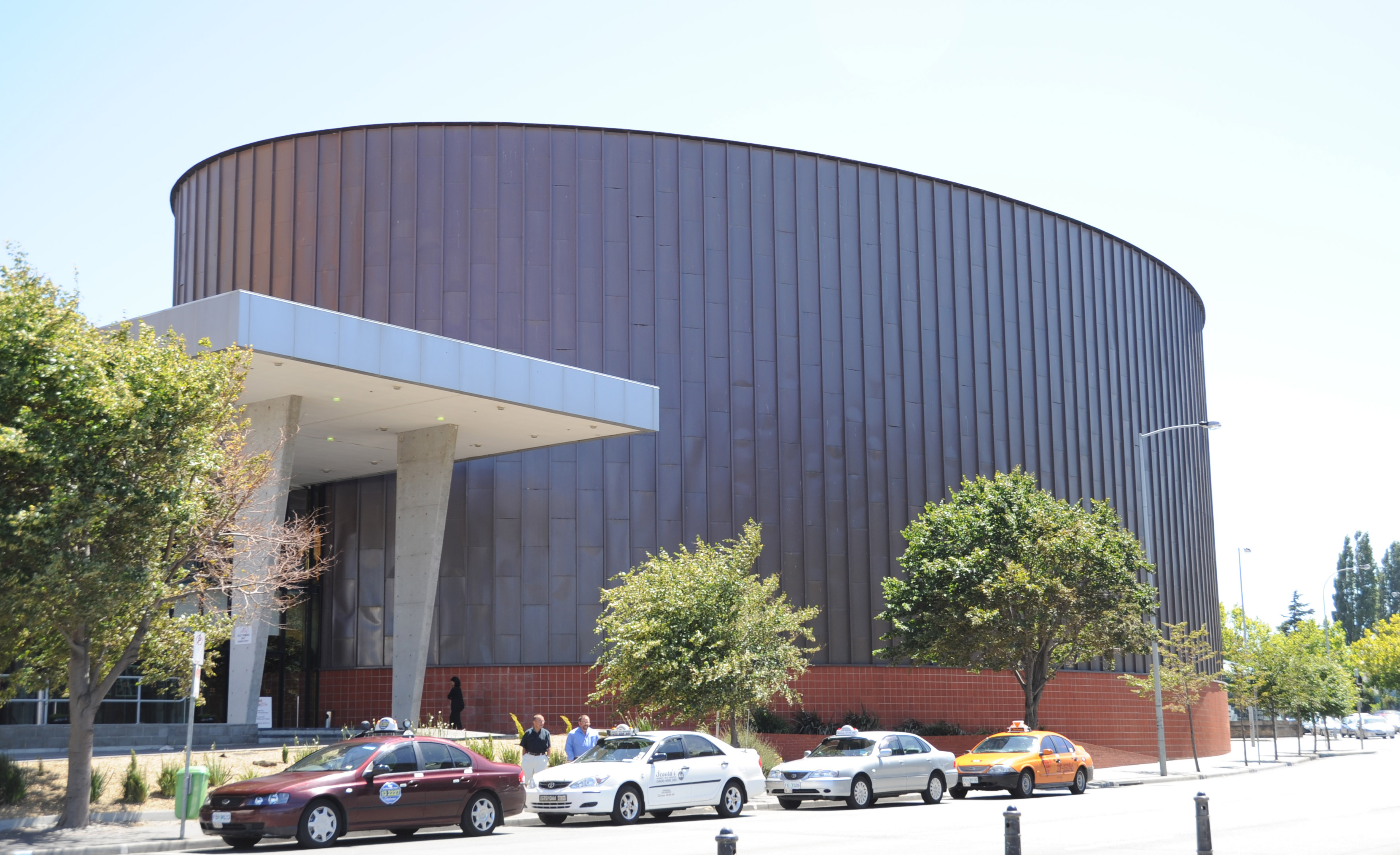
Sala de conciertos de la Federación, parte del Hotel Grand Chancellor, el cual alberga a la Orquesta Sinfónica de Tasmania.

Hobart es la sede de la Orquesta Sinfónica de Tasmania, que es residente en la Sala de Conciertos de la Federación el frente costero de la ciudad. Ofrece un programa anual ronda de conciertos y se cree que es una de las mejores orquestas pequeñas en el mundo.
El AISOI acoge a una temporada de conciertos públicos durante las dos primeras semanas de diciembre de cada año se centra en la música sinfónica de gran tamaño. Al igual que la Orquesta Sinfónica de Tasmania, la AISOI utiliza la Sala de Conciertos de la Federación como su base de rendimiento.
Hobart también cuenta con una significativa tradición de jazz clásico, folk, punk, hip-hop, electro, metal y escena de la música rock. Algunos músicos reconocidos internacionalmente viven en la ciudad, como por ejemplo Michael Noga (de los aviones), el motel Paraíso, los científicos de la música moderna Sacha Lucashenko de The Morning After Girls, dos tercios de la banda de rock indie Love de diagramas, los post punk Scouts Marinos, Monique Brumby, el guitarrista de blues Phil Manning (de la banda de blues-rock Cadena), Power-pop The Innocents, bricolaje Maverick señor Sean Bailey (Lagos, los paeces, la pérdida de la Verdad) y bandas de metal y Striborg Psycroptic. Además, los miembros fundadores de Violent Femmes, Brian Ritchie, ahora llaman hogar a Hobart, y han formado una banda local, The Green Mist.
Varios festivales como el Festival Fringe de Hobart, Hobart Summer Festival, Festival de Raíces del Sur, diez días en la isla y el Festival de caídas en la Bahía de Marion y el Festival Soundscape aprovechar todas las comunidades artísticas de Hobart.

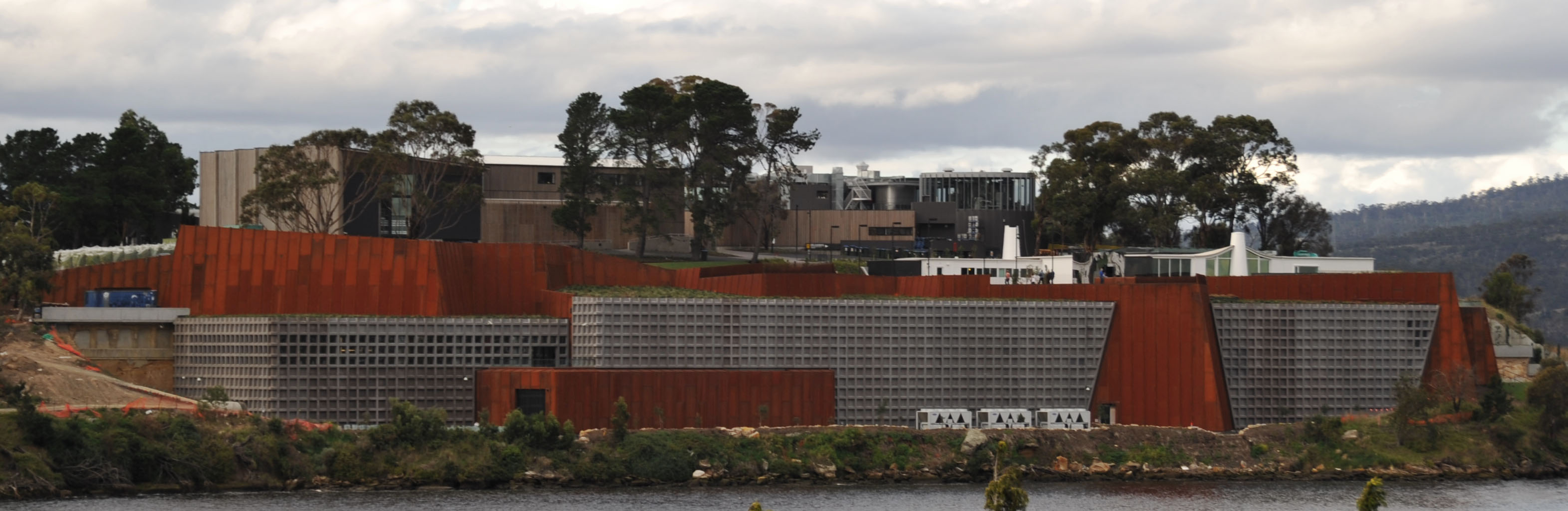
Museo de Arte Nuevo y Antiguo.

Hobart es la sede del Museo y Galería de Arte de Tasmania.
También alberga la mayor parte de los diez días en el Festival de la Isla, una bienal internacional de arte de la fiesta.
El primer casino legal de Australia fue el Wrest Point Hotel Casino de Sandy Bay, con diecisiete plantas, inaugurado en 1973.
La vida nocturna de Hobart gira en torno a Salamanca Place, la zona del puerto y Elizabeth St en el norte de Hobart, pero los pubs, bares y discotecas se distribuyen por toda la ciudad. Grandes eventos musicales nacionales e internacionales se suelen celebrar en el Centro de Entretenimiento de Derwent, o en el Casino.
En Hobart se encuentran un gran número de restaurantes étnicos: chinos, tailandses, griegos, pakistaníes, italianos, hindúes y mexicanos.
Y en la ciudad también se ubica el teatro más antiguo de Australia, el Teatro Real, así como el Playhouse Theatre, el teatro de retroceso y muchos teatros más pequeños etapa. También cuenta con tres complejos de cine Pueblo, uno en la ciudad, Glenorchy y Rosny, con la posibilidad de un cuarto en Kingston. El Cine de Estado en el norte de Hobart se especializa en películas de arte y ensayo y extranjeras.

### Eventos

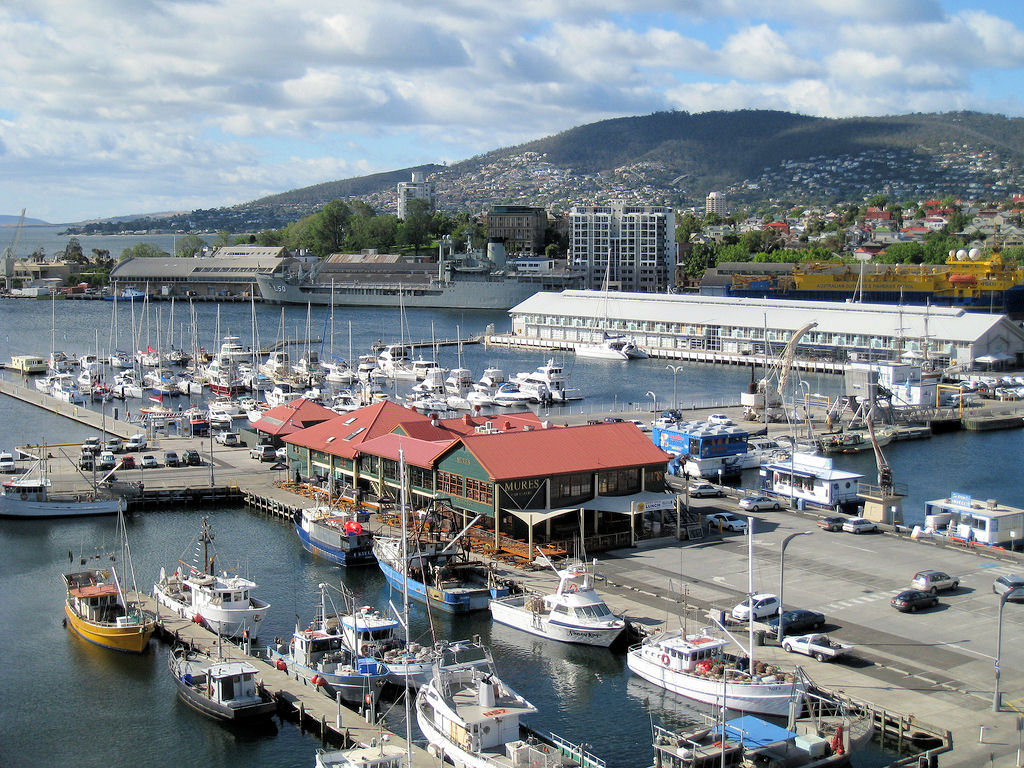
Constitution Dock es el punto de llegada para los yates participantes en la Regata Sídney-Hobart.

Hobart es de fama internacional entre la comunidad de vela como el acabado de la Sydney to Hobart Yacht Race, que comienza en Sídney en el Boxing Day (el día después de Navidad). La llegada de los yates se celebra como parte del Festival de Verano de Hobart, un festival de comida y el vino que comienza justo después de Navidad y termina a mediados de enero. El sabor de Tasmania es una parte importante del festival, donde los lugareños y los visitantes pueden probar la comida local e internacional y de vino.
Hobart es el punto final del coche rally Targa Tasmania evento se celebra anualmente en abril desde 1991.
El festival anual de Tulip en el Real Jardín Botánico de Tasmania es una celebración popular en la primavera de la ciudad.
El Festival de Botes de Madera australiano es un evento bianual celebrada en Hobart, la celebración de los barcos de madera. Se lleva a cabo simultáneamente con la Royal Hobart Regatta, que se inició en 1830 y por lo tanto el evento deportivo más antiguo de Tasmania.

## Economía

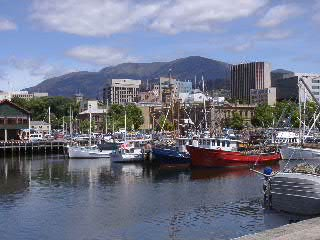
Puerto de Hobart, con vista hacia el centro de la ciudad y hacia el Monte Wellington.

Hobart es un concurrido puerto de mar, en particular, que actúa como puerto de origen para las actividades antárticas de Australia y Francia. La ciudad es también un centro de cruceros durante los meses de verano con un máximo de cuarenta barcos de crucero atraque en el transcurso de la temporada.
La ciudad también es base de otras muchas industrias, como la construcción naval, teniendo como principal empresa a Incat que construye catamaranes y barcos de alta velocidad, además del refinamiento de zinc operado por Nyrstar, cervecerías grandes como Cascade Brewery que fabrica muchas de las cervezas exportadas a nivel nacional, así como pequeñas fábricas de cerveza de la ciudad. Una empresa notable en la ciudad es la fábrica de chocolate Cadbury's Chocolate Factory que produce la mayoría de chocolate Cadbury para el Hemisferio Sur.
Hobart también soporta una gran industria turística. Los visitantes llegan a la ciudad para explorar sus alrededores históricos interior y nacional aclamados restaurantes y cafés, así como su vibrante música y la cultura de la vida nocturna. Los turistas también vienen a visitar el mercado semanal masiva en Salamanca Place, así como a utilizar la ciudad como base desde donde explorar el resto de Tasmania.
En los últimos 15-20 años ha visto también la industria del vino de Hobart prosperar como muchas viñas han desarrollado en las zonas rurales fuera de la ciudad en la región vinícola del Río Carbón y D'Entrecasteaux Canal, incluyendo Moorilla Estate en Berriedale uno de los viñedos más premiado en Australia.

## Educación

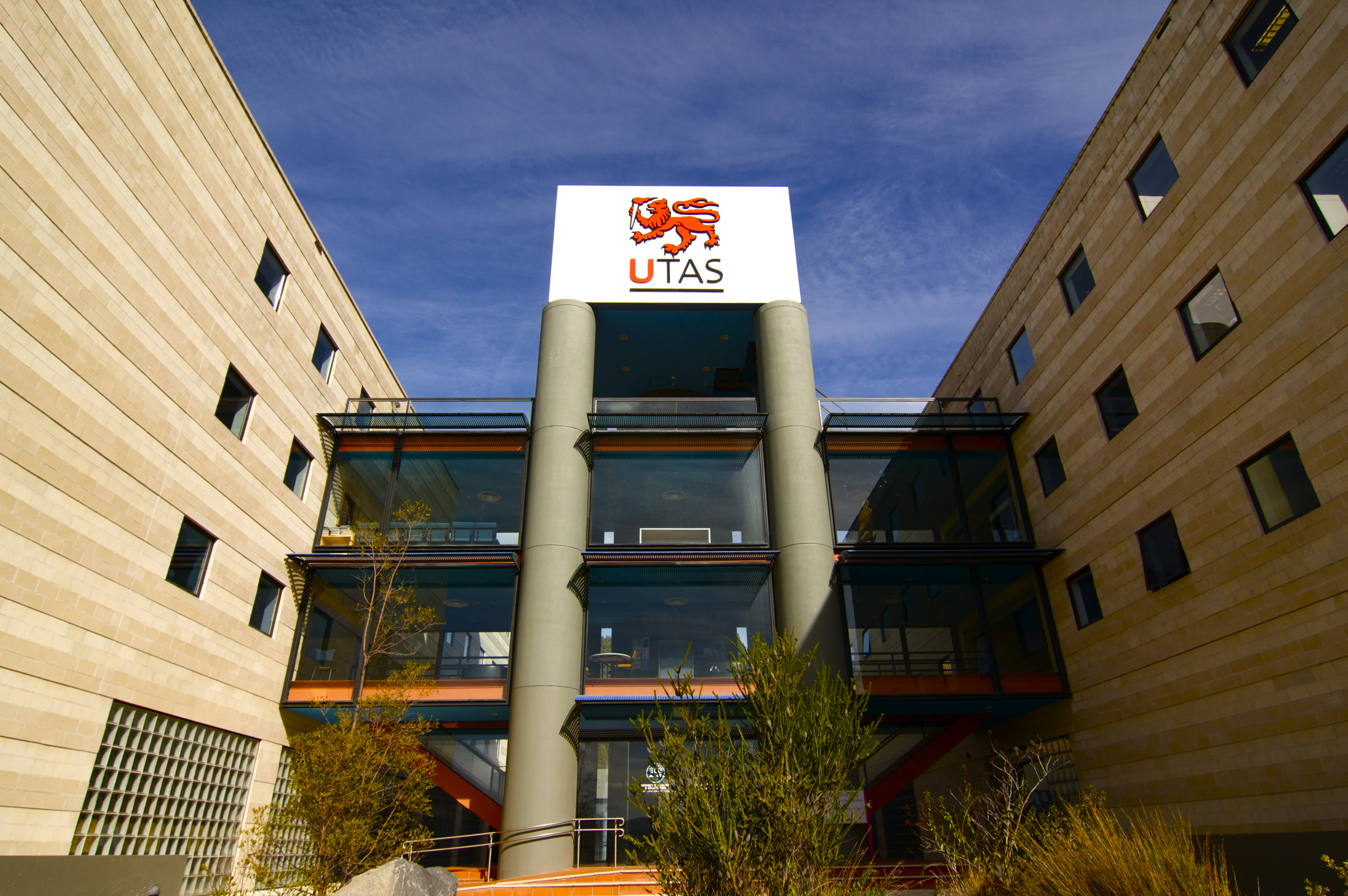
Universidad de Tasmania.

Hobart alberga el campus principal de la Universidad de Tasmania, ubicada en Sandy Bay. Entre las facultades presentes en esta ciudad destacan: el Christ College, el Jane Franklin Hall y el St John Fisher College. Otros campus están en Launceston y Burnie.

## Puntos de interés
- Salamanca Place.
- Oficina central de la Australian Antartic Division.
- Battery Point.
- Zona del Puerto de Hobart.
- Museo Marítimo de Tasmania.
- Reales Jardines Botánicos de Tasmania.
- Tasmanian Museum y Art Gallery.

## Transporte

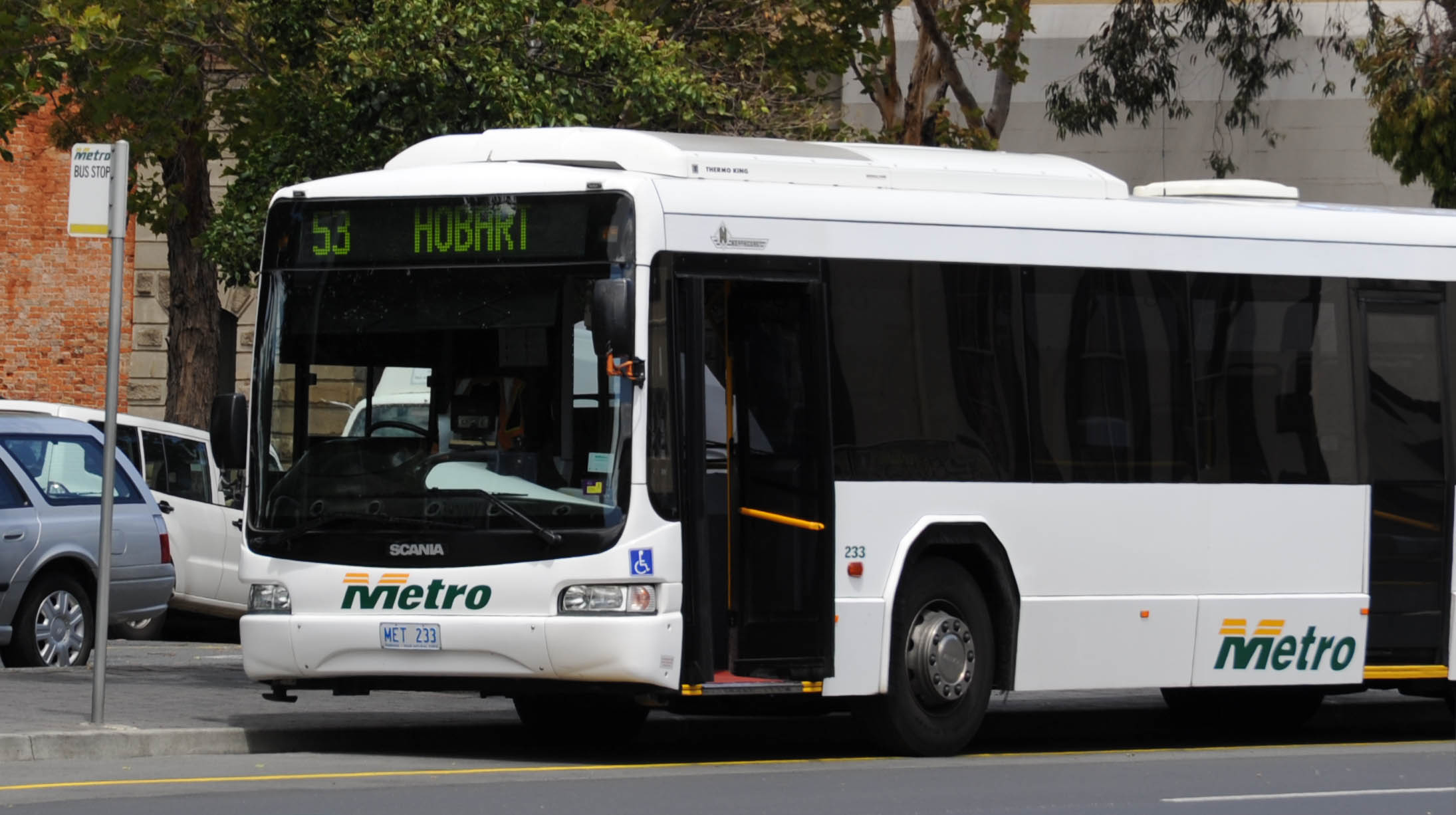
Autobús de Metro Tasmania.

El único transporte público dentro de la ciudad de Hobart es el que hay gracias a la red de buses de Metro Tasmania fundado por el gobierno de esta región; así como también por unos pocos servicios de autobuses privados. Al igual que otras grandes ciudades, Hobart contó hace tiempo con un servicio de tranvías de pasajeros, una red de trolebuses conformado por seis rutas que operaron hasta 1968. Sin embargo, los servicios de tranvía fueron cancelados a comienzos de los sesenta. Las líneas férreas son todavía visibles hoy en día en las antiguas calles de la ciudad de Hobart. Los trenes de pasajeros suburbanos, en funcionamiento gracias al gobierno de Tasmania, a través de la compañía Tasmanian Government Railways, fueron cerrados en 1974 y el servicio de pasajeros intraestatal, la Tasman Limited, dejó de funcionar en 1979. Recientemente ha habido un pulso entre la ciudad y la gran cantidad de políticos del gobierno que optan por el restablecimiento de una red de metros ligeros, rápido, eficiente y ecológico aprovechando las vías existentes en el Corredor Norte-Sur para ayudar a reducir los cada vez más frecuentes atascos de tráfico asociados a personas que viajan solas en coche para llegar a su trabajo.
Las principales arterias ciudadanas dentro del área urbano son la Autopista Brooker a Glenorchy y los suburbios del norte, el Puente de Tasmania y el Puente Bowen que cruza el río a Rosny y la región este. La autovía este de Derwent a Lindisfarne, Geilston Bay, y hacia el norte a Brighton, la autovía del Brazo Sur hacia Howrah, Rokeby, Lauderdale y Opossum Bay y el Southern Outlet al sur a Kingston y el Canal D'Entrecasteaux. Saliendo de la ciudad, los automovilistas pueden salir por la Autovía Lyell a la costa oeste, la Autovía Midland a Launceston y el norte, la Autovía de Tasmania a la costa este, o la Autovía Huon al lejano sur.
Los servicios de ferry desde el muelle este de Hobart en la ciudad fue antaño un medio de transporte público muy habitual, pero debido a intereses gubernamentales, así como a los intereses del sector privado, los servicios de ferry fueron suprimidos – dejando las posibilidades de transporte en Hobart exclusivamente en viajes en automóviles y buses. Hay sin embargo, servicios de taxi acuático que opera desde el muelle este en Hobart que proporciona una alternativa al Puente Tasmania.

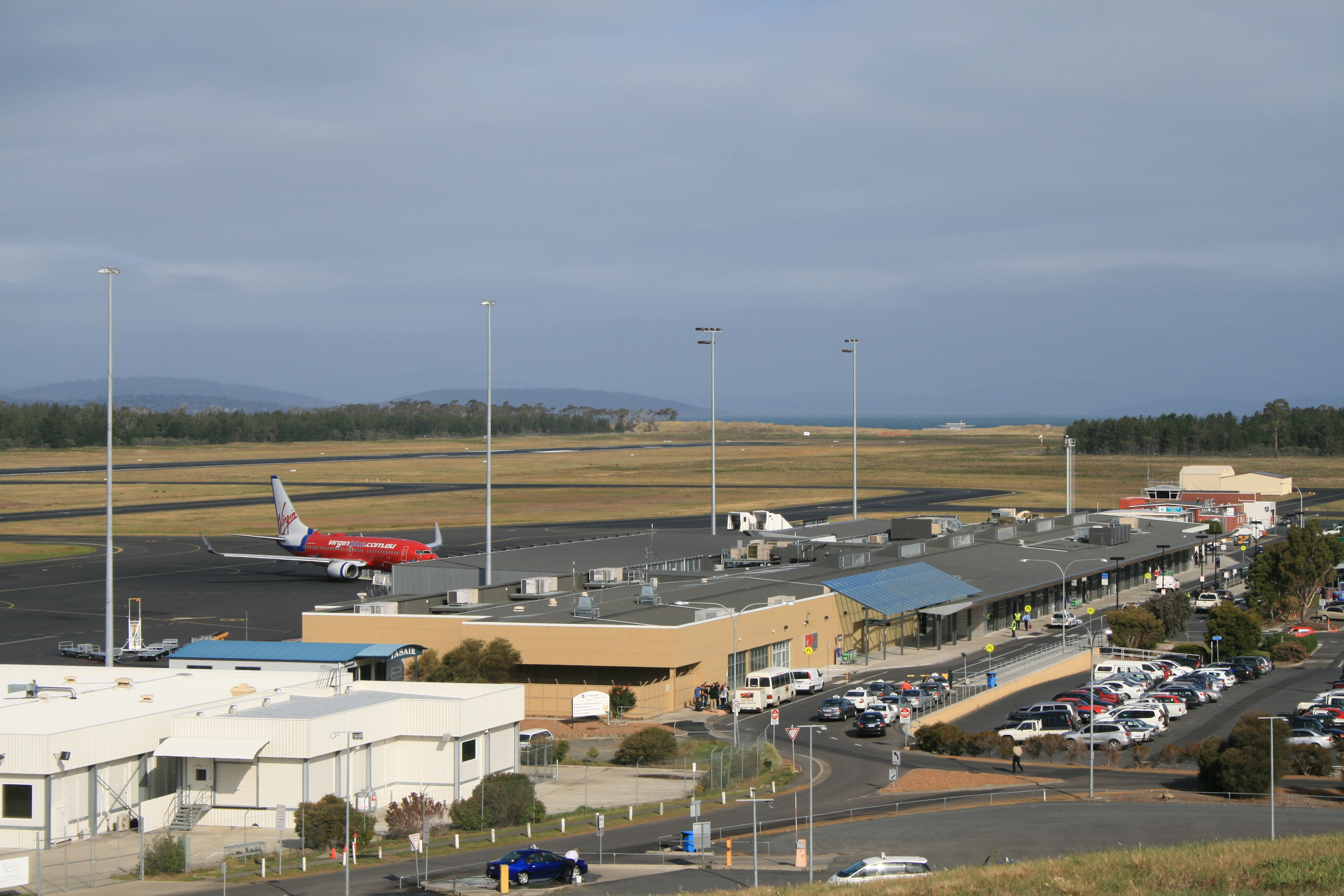
Aeropuerto Internacional de Hobart.

Hobart está servido así mismo por el Aeropuerto Internacional de Hobart con vuelos a/desde Melbourne (Qantas, Virgin Blue, Jetstar, y Tiger Airways); Sídney (Qantas, Jetstar, y Virgin Blue); Brisbane (Virgin Blue); Adelaida (Virgin Blue y Tiger Airways); y Canberra (Virgin Blue). el pequeño Aeródromo de Cambridge principalmente opera vuelos chárter de pequeñas aerolíneas que ofrecen vuelos a los turistas locales. En la década anterior, el aeropuerto internacional de Hobart recibió un gran impulso, al convertir a este aeropuerto en una instalación de primera clase. En 2009, se anunció que el aeropuerto internacional de Hobart sería objeto de más mejoras, o actualizaciones como una primera planta, pasarelas aéreas (actualmente, los pasajeros deben acceder al avión caminando por la plataforma), locales de compras, nuevos vuelos a Asia y a Nueva Zelanda y nuevos vuelos nacionales a Darwin, Cairns y Perth. Podría, así mismo, construirse una segunda pista en los próximos quince años para ayudar al crecimiento del número de pasajeros a Hobart. La Torre de Control de Hobart podría ser renovada y equipada con nuevos equipamientos de radar y el aparcamiento podría ser aún más ampliado. También se construirán nuevas instalaciones a las afueras del aeropuerto, con una nueva estación de servicio, un hotel y un centro de día actualmente en construcción y la carretera de acceso al aeropuerto se encuentra actualmente en mantenimiento y reasfaltado.

## Medios de comunicación

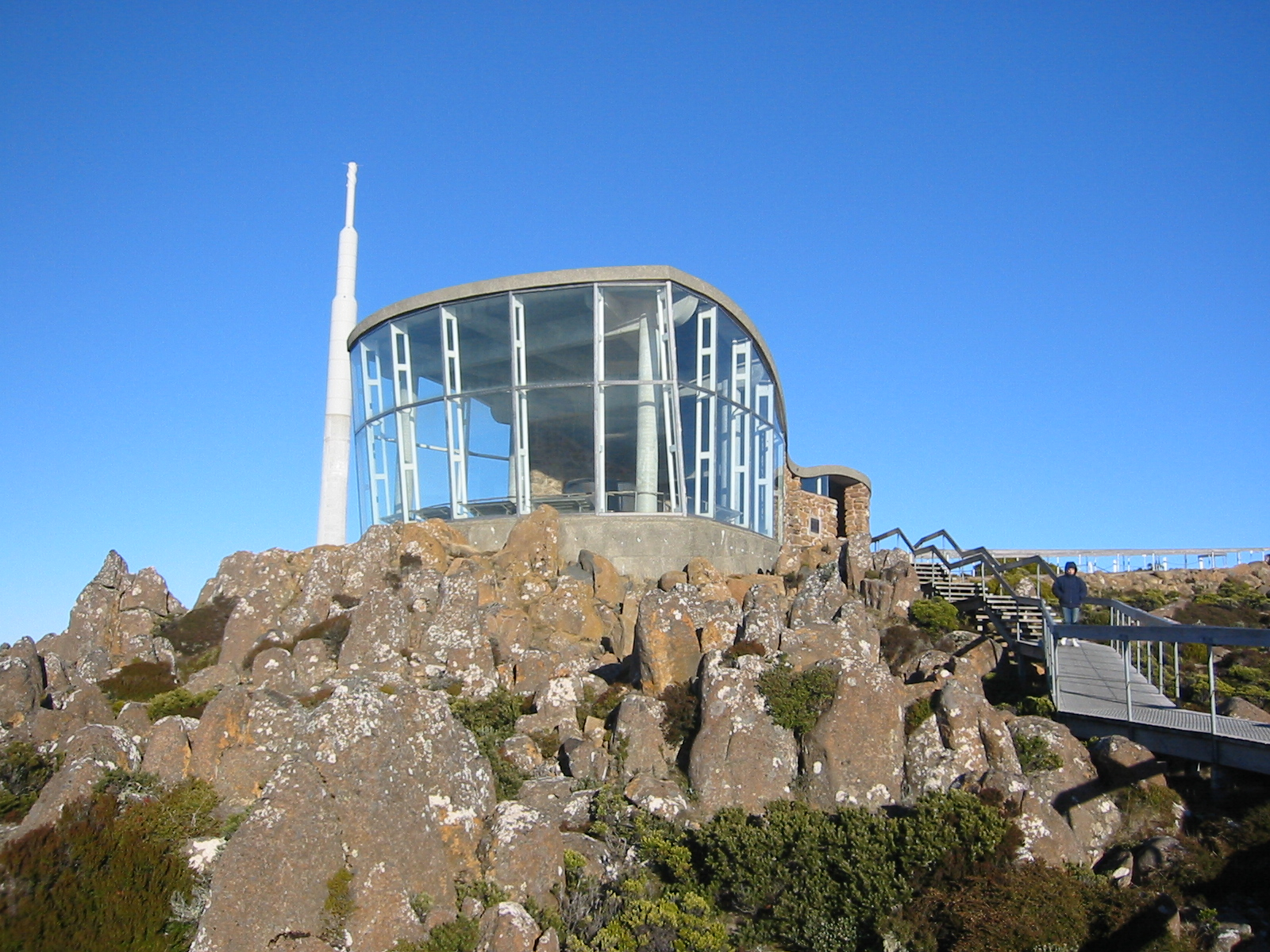
El principal transmisor de radio y televisión de Hobart ubicado cerca del Monte Wellington.

Existen cinco canales de televisión abierta en Hobart:
- ABC1 Tasmania (ABC)
- SBS One Tasmania (SBS)
- Southern Cross Television Tasmania (TNT) - Afiliada a Seven Network
- WIN Television Tasmania (TVT) - Afiliada a Nine Network
- Tasmanian Digital Television (TDT) - Afiliada a Network Ten

Cada estación posee un canal principal y varios multicanales.
La mayoría de los servicios de televisión de pago son provistos vía satélite por Foxtel, aunque otros proveedores menores también prestan servicios en Hobart.
Algunas radioemisoras comerciales con licencia para cubrir el mercado de Hobart son 100.9 Sea FM y 7HO FM. Algunas radioemisoras comunitarias locales son la cristiana Ultra106five, Edge Radio y 92FM que apunta a diversas comunidades con programas especializados. Las cinco cadenas de radio de la ABC están disponibles en Hobart a través de936 ABC Hobart, Radio National, Triple J, NewsRadio y ABC Classic FM.
| Estación            | Frecuencia |                                     |
| ------------------- | ---------- | ----------------------------------- |
| Energy FM           | 87.8 FM    | Comercial                           |
| Triple J            | 92.9 FM    | Financiada por el gobierno          |
| ABC Classic FM      | 93.9 FM    | Financiada por el gobierno          |
| Hobart FM           | 96.1 FM    | Comunitaria                         |
| Edge Radio          | 99.3 FM    | Radio de la Universidad de Tasmania |
| Sea FM              | 100.9 FM   | Comercial                           |
| 7HO FM              | 101.7 FM   | Comercial                           |
| SBS Radio           | 105.7 FM   | Financiada por el gobierno          |
| Ultra106five        | 106.5 FM   | Cristiana                           |
| Heart 107.3         | 107.3 FM   | Comercial                           |
| ABC Radio National  | 585 AM     | Financiada por el gobierno          |
| ABC NewsRadio       | 747 AM     | Financiada por el gobierno          |
| 7RPH                | 864 AM     | Comunitaria                         |
| 936 ABC Hobart      | 936 AM     | Financiada por el gobierno          |
| TOTE Sport Radio    | 1080 AM    | Deportes                            |
| Rete Italia         | 1611 AM    | Radio italiana                      |
| NTC Radio Australia | 1620 AM    | Comunitaria                         |

El principal periódico de Hobart es The Mercury, fundado por John Davies en 1854 y que ha sido publicado de manera ininterrumpida. Actualmente pertenece a News Limited de Rupert Murdoch.

## Ciudades hermanas
- Valdivia (Chile).[10]
- Yaizu (Japón).
- L'Aquila (Italia).
- Barile (Italia).